# Nati nel 1912/Senza giorno specificato
| Questa pagina contiene informazioni ricavate automaticamente dalle voci biografiche con l'ausilio del template Bio e di un bot. L'aggiornamento è periodico e automatico e ricostruisce completamente la pagina. Se manca una persona in questa lista, sei pregato di non aggiungerla, ma accertati piuttosto che la sua voce biografica contenga il template Bio e che i dati anagrafici siano correttamente compilati. Se il template Bio manca, inseriscilo tu stesso o, in alternativa, metti l'avviso {{tmp\|Bio}} che ne segnala la mancanza. Se i dati riportati sono sbagliati, correggi direttamente la voce biografica; le modifiche saranno visibili in questa lista entro pochi giorni. Per chiarimenti vedi il progetto biografie. La lista contiene solo le 108 persone che sono citate nell'enciclopedia e per le quali è stato implementato correttamente il template Bio. Pagina aggiornata al 10 lug 2025. |

- Oronzo Abbatecola, pittore, scenografo e scultore italiano († 2007)
- Tanka Prasad Acharya, politico nepalese († 1992)
- Iōannīs Aleuras, politico greco († 1995)
- Ghalib Alhinai, religioso e politico omanita († 2009)
- Heikki A. Alikoski, astronomo finlandese († 1997)
- Klara Baić, serba († 1994)
- Giovanni Balansino, pittore italiano († 1986)
- Abubakar Tafawa Balewa, politico nigeriano († 1966)
- Taha Baqir, storico, linguista e archeologo iracheno († 1984)
- Guerriero Battistini, militare italiano († 1943)
- Arnaldo Benvenuti, musicista e compositore italiano († 1942)
- Byran Black, bobbista britannico († 2002)
- Bio Boccosi, compositore, fisarmonicista e editore italiano († 2006)
- Anna Bolens, attrice cinematografica, attrice teatrale e regista teatrale italiana († 2002)
- Riccardo Boschiero, militare e partigiano italiano († 1944)
- Valentino Bruchi, attore italiano († 1984)
- Edoardo Cacciatore, poeta e saggista italiano († 1996)
- Koko Cárdenas, cestista e giornalista peruviano († 1988)
- Ermelina Carreño, modella spagnola († 1999)
- Arturo Cassina, imprenditore italiano († 2000)
- Bruno Cavallotti, militare italiano († 1938)
- Fernando Chieffi, militare italiano († 1941)
- Vincenzo Ciseri, calciatore svizzero († 1985)
- Remigio Clementoni, pittore e scultore italiano († 2000)
- Mario Colletto, politico italiano († 1989)
- Leone Concato, giornalista, aviatore e imprenditore italiano († 1977)
- Raimondo Craveri, storico, politico e antifascista italiano († 1992)
- Maurice Cullaz, giornalista francese († 2000)
- Zaharia Cușnir, fotografo moldavo († 1993)
- Piero Dalle Ceste, pittore italiano († 1974)
- Guglielmo Dattaro, militare e politico italiano († 1978)
- Giuseppe De Martini, militare italiano († 1941)
- Francesco Della Sala, architetto italiano († 1989)
- Domenico Demarco, storico e economista italiano († 2008)
- Sozisa Dlamini, principe e politico swazilandese († 1992)
- Nihat Erim, politico turco († 1980)
- Jean Fallot, filosofo francese († 1992)
- Ugo Fassio, militare e aviatore italiano († 1936)
- Angelo Ferreri, scultore italiano († 2010)
- Lya Franca, attrice italiana († 1988)
- Franco Monicelli, drammaturgo, giornalista e sceneggiatore italiano († 1977)
- Gino Fruschelli, partigiano italiano († 1945)
- Niccolò Gallo, critico letterario e curatore editoriale italiano († 1971)
- Lino Gelpi, politico italiano
- Celestino Giuseppe Giampaoli, incisore, medaglista e pittore italiano († 2007)
- Nino Giglio, partigiano e giornalista italiano († 1986)
- Ezio Giorgetti, italiano († 1970)
- Piero Giunni, pittore italiano († 2000)
- Hans Greiner, calciatore svizzero
- Didier Groffier, pittore belga († 1979)
- Enrico Guerriera, militare italiano († 1944)
- Alighiero Guglielmi, marciatore italiano († 1988)
- Lawrence Henry Hicks, compositore australiano († 1997)
- Wilhelm Hofmeister, designer tedesco († 1978)
- Mukhtar Mohamed Hussein, politico somalo († 2012)
- Melchiorre Iannelli, militare italiano († 1939)
- Giōrgos Karatzopoulos, allenatore di pallacanestro greco († 1981)
- Abbas Ali Khalatbari, politico e diplomatico iraniano († 1979)
- Oleksij Klymenko, calciatore sovietico († 1943)
- Jack Kolle, calciatore indonesiano († 1970)
- János Kovács, calciatore ungherese († 1989)
- Leo Levi, musicologo italiano († 1982)
- Jorge A. Lira, presbitero e linguista peruviano († 1984)
- Carlo Lodovici, regista, sceneggiatore e attore italiano († 1982)
- Pedro Ricardo López, calciatore e allenatore di calcio colombiano († 2006)
- Vitantonio Lozupone, ingegnere e politico italiano († 1999)
- Jesús Marzán, cestista filippino († 1969)
- John Morales, mafioso statunitense († 1984)
- Rafael Navarro, attore spagnolo († 1993)
- Ibrahim Orabi, lottatore egiziano († 1957)
- Giuseppe Ottina, allenatore di calcio italiano († 1992)
- Federico Padovani, militare italiano († 1937)
- Margherita Paulas, ballerina austriaca († 2000)
- Giorgio Pazzini, militare italiano († 1938)
- Giorgio Pelassa, pilota automobilistico italiano († 1948)
- Giovanni Pintori, pittore e designer italiano († 1999)
- Astore Pittana, trombettista e compositore italiano († 2010)
- Giorgio Pollera, militare italiano († 1936)
- Juan Posadas, politico argentino († 1981)
- Pierre Prévost, giornalista, biografo e saggista francese († 2003)
- Qian Xiuling, chimica cinese († 2008)
- Maria Teresa Ricci, sceneggiatrice e regista italiana († 1969)
- Pier Giorgio Ricci, filologo e critico letterario italiano († 1976)
- Bernard Robinson, scenografo britannico († 1970)
- Ersilia Savina Rodante, stilista italiana († 1994)
- Charles Roka, pittore ungherese († 1999)
- Narciso Sabbadini, compositore e violinista italiano († 2007)
- Hasan Salama, patriota e militare palestinese († 1948)
- Oswaldo Sampaio, attore, regista e sceneggiatore brasiliano († 1996)
- Tullio Santagiuliana, scrittore e storico italiano († 1985)
- Renato Santini, pittore italiano († 1995)
- Giuditta Scalini, scultrice italiana († 1966)
- Giuseppe Maria Sciacca, filosofo italiano († 1995)
- Perry Sheehan, attrice statunitense († 1998)
- Clemente Spampinato, scultore italiano († 1993)
- Francesco Spanu Satta, giornalista e scrittore italiano († 1974)
- Sun Jing, regista, attore e sceneggiatore cinese († 1979)
- Salomon Tandeng Muna, politico camerunese († 2002)
- Brunilde Tanzi, attivista e militare italiana († 1947)
- Jack Trees, calciatore inglese
- Kōshō Uchiyama, monaco buddhista giapponese († 1998)
- Modesta Valenti, italiana († 1983)
- Vladimīros Vallas, cestista, allenatore di pallacanestro e dirigente sportivo greco († 1988)
- Enzo Vannucci, architetto e urbanista italiano († 1982)
- Libero Vinco, militare italiano († 1943)
- Carl Whitaker, psichiatra statunitense († 1995)
- Hans Wild, fotografo britannico († 1969)
- Rita Zucca, conduttrice radiofonica italiana († 1998)